# Valérian Vanhouteghem
Valérian Vanhouteghem dit Val, né le 31 janvier 1974 en Belgique, est un auteur de bande dessinée belge.

## Biographie
Valérian Vanhouteghem naît le 31 janvier 1974.
Il passe son enfance à Bruxelles. Parmi ses lectures figurent, outre les classiques Astérix et Tintin, notamment Cubitus et Les Casseurs.
Il est aussi lecteur des magazines de bande dessinée tels Spirou, Pilote pour Achille Talon et Valérian, Fluide glacial avec Carmen Cru et Sœur Marie-Thérèse des Batignolles ou encore L’Écho des savanes où il apprécie Milo Manara. Il en résulte le goût pour le dessin de presse et d’humour dès l’adolescence, pour lequel il est autodidacte. Il commence à publier dans un fanzine de bande dessinée Le Poiscaille en 2011.
Il s’installe en Lozère en France en 2014 ,,.
En 2015, il contribue, sous le pseudonyme Val, aux six tomes de la série Les Mâles à Bar présentent publiés aux Éditions Mâles à Bar,.
En 2016, il dessine, le one shot Rad'lab sur un scénario de Bruno Catry publié aux Éditions Bande à part. C'est une bande dessinée animalière humoristique.
Il reste dans le même registre pour Jean-Michel Border-folie qu'il réalise en solo. Il a recours à la plateforme de financement participatif Ulule en 2019,. Cet album à gags prend pour héros un border collie pas si doué que ça pour vivre au milieu d’un troupeau de moutons. Un second volume paraît deux ans plus tard.
Ensuite, il s'associe au scénariste Michel Rius aka Mic pour sortir la bande dessinée jeunesse Lily et Doudoumonstre dans la collection « Humour » aux Éditions Bamboo en 2020. Tous deux réalisent l'écriture tandis que Mic  se charge du dessin, Val se voit confier l'encrage et la mise en couleur. C'est l'histoire d'une fillette de 6 ans et d'un doudou imaginaire qui devient réel, tous deux deviennent amis. Le chroniqueur Laurent Lessous du site BDzoom y voit l'apparition d'un Calvin et Hobbes à la française. Le Centre national de la littérature pour la jeunesse en fait une critique laconique : « Pourquoi pas ? »
Les deux compères vont lancer la série Échec épâte écrite par le prolifique scénariste Christophe Cazenove dont le premier tome intitulé : Un pion c'est tout ! sort chez le même éditeur l'année suivante. Dans la foulée, le second tome Trot c'est trop ! arrive en librairie en 2022.
En 2023, il écrit le scénario de Blairolution de l'espèce pour le dessinateur Olivier Gagnan.

### Autres activités
Parallèlement, il gère le camping de sa localité. 

## Œuvres

### Albums de bande dessinée
- Rad'lab[6], Éditions Bande à part, Ransart, août 2016
Scénario : Bruno Catry, Val - Dessin et couleurs : Val -  (ISBN 978-2-930746-07-4)
- 2. Rattus Laboratorius, Éditions Pickles, Pont de Montvert - Sud Mont Lozère, 25 avril 2024
Scénario : The Synne - Dessin : Val -  (ISBN 9782958786090)

### Jean-Michel Border-folie
- 1. Jean-Michel Border-folie[5], Éditions Bande à part, Ransart, juillet 2019
Scénario, dessin et couleurs : Val -  (ISBN 978-2-930746-20-3)

- 2. Troupeau pour être honnête, Éditions Bande à part, Ransart, juin 2021
Scénario, dessin et couleurs : Val -  (ISBN 978-2-930746-34-0)

### Lily et Doudoumonstre
- 1. Tome 1[13],[8],[5],[14], Bamboo, coll. « Humour », Charnay-lès-Mâcon, 8 janvier 2020
Scénario et dessin : Mic, Val - Couleurs : Val -  (ISBN 978-2-8189-7475-9)

### Échec épâte
- 1. Un pion c'est tout[10],[15] !, Bamboo, Charnay-lès-Mâcon, 28 avril 2021
Scénario : Christophe Cazenove - Dessin : Mic, Val - Couleurs : Alexandre Amouriq, Mirabelle -  (ISBN 978-2-8189-8005-7),Inclus un cahier pédagogique de 6 pages. Réédition en 2023, coll. « Top humour (2023) »  (ISBN 978-2-8189-9960-8).
- 2. Trot c'est trop[16],[11] !, Bamboo, Charnay-lès-Mâcon, 10 janvier 2022
Scénario : Christophe Cazenove - Dessin : Mic, Val - Couleurs : Alexandre Amouriq -  (ISBN 978-2-8189-8910-4)

#### Les Mâles à Bar présentent
- 2015 : 
  - Les Animaux domestiques[17] ! (collectif), Mâles à Bar Éditions, coll. « Les bulles qui claquent » no 1, Péronnas  (ISBN 978-2-9550286-0-5).
  - Les 7 Péchés capitaux de l'apéro[17] ! (collectif), Mâles à Bar, coll. « Les bulles qui claquent » no 2, Péronnas  (ISBN 978-2-9550286-1-2).
  - Le Monde merveilleux d'Oncle Walt (collectif), Mâles à Bar, coll. « Les bulles qui claquent » no 3, Péronnas  (ISBN 978-2-9550286-3-6).
- 2018 : Tournée générale[5] (collectif), Mâles à Bar, coll. « Les bulles qui claquent » no 6, Péronnas  (ISBN 978-2-9563529-0-7).

#### Livres
: document utilisé comme source pour la rédaction de cet article.
- Philippe Mellot, Michel Denni, Laurent Turpin et Isabelle Morzadec, Trésors de la bande dessinée : BDM 2023-2024 - Catalogue encyclopédique et Argus, Paris, Les Arènes, novembre 2022, ill. ; 23 cm (ISBN 9791037507280, OCLC 1351462460, présentation en ligne), p. 426, 744. .

### Podcasts
- La matinale du mercredi 28 juin 2023 sur Radio Bartas, (1 h 4 min 38 s).

### Vidéographie
- [vidéo] « Dans l'atelier d'un auteur belge de bandes dessinées en Lozère », sur YouTube, 10 avril 2021